# Propriedade (direito)
Propriedade é o direito subjetivo absoluto (com eficácia erga omnes) que permite a uma pessoa (denominada então "proprietário") o gozo de uma coisa (uso, fruição e disposição), em todas as suas relações como indivíduo. É também o direito/faculdade de usar e dispor da coisa, além do direito de reavê-la de quem injustamente a possua ou detenha, e somente pode ser aplicada a algo escasso. Orlando Gomes descreve que é ainda um direito complexo, absoluto, perpétuo e exclusivo. Algumas correntes jurídicas, econômicas e até filosóficas vão entender o direito à propriedade como um direito natural, concepção cuja própria aceitação não é uníssona no meio acadêmico e jurídico.
Em economia, propriedade significa o direito de tomar decisões sobre um recurso escasso (de como usá-lo, ou até mesmo se usará ou não, ou de vendê-lo); este recurso é propriedade de seu dono.

## Função Social da Propriedade
De acordo com Léon Duguit, a propriedade deixou de ser o direito subjetivo do indivíduo e tende a se tornar função social do detentor de uma riqueza a obrigação de empregá-la para o crescimento da riqueza social e para a interdependência social. Só o proprietário pode executar uma certa tarefa social. Só ele pode aumentar a riqueza geral utilizando a sua própria; a propriedade não é, de modo algum, um direito intangível e sagrado, mas um direito em contínua mudança que se deve modelar sobre as necessidades sociais às quais deve responder.
Essa função social é defendida pela Constituição Federal de 1988, em seu  artigo 5°,
XXIII - a propriedade atenderá a sua função social, constituindo um dos princípios que são diretamente responsáveis por diversas consequências da ordem econômica no Brasil.
Antonio Riccitellio afirmou que o mais antigo conceito de utilização social da propriedade é o coletivo. Os romanos possuíam vários institutos que demonstravam claramente a preocupação social, sendo o principal deles o omni agro deserto que autorizava a aquisição de propriedades do Estado adquiridas através da guerra e conquistas de novos territórios, pelos agricultores romanos (ou que se tornassem romanos) que utilizassem e tornassem produtivas as terras longínquas e fronteiriças. É defendida pela Constituição Federal de 1988, em seu artigo 5°,
XXIII - a propriedade atenderá a sua função social.
A função da propriedade no Brasil, como princípio do utilitarismo, ao contrário do jusnaturalismo (direito natural), tornou-se social quando o ordenamento jurídico reconheceu que o exercício dos poderes do proprietário não deveria ser resguardado tão-somente para satisfação do seu interesse. Tal função social contraria as idéias de Orlando Gomes que descreve a propriedade como um direito complexo, absoluto, perpétuo e exclusivo, bem como contraria os ensinamentos fundamentais de economia da Escola Austríaca, que considera a propriedade como tendo função social uma das características derivadas dos ideais marxistas. Uma das crítica mais incisivas sobre a função social da propriedade é que tal conceito (função social) é meramente subjetivo, pois pode ser usado a favor de parte de uma população em detrimento de outra, pode ser usado como fim político, ou seja, para interesse particular de determinado grupo no poder, além do que o termo "função social" é um conceito que também é bastante amplo sujeito a interpretações variadas, que na forma da lei tem obrigatoriedade de cumprir exigências fundamentais exigidas em um plano diretor, o que torna o Estado um coproprietário caso tais obrigações não sejam atendidas, destituindo o direito do proprietário original em favor de terceiros.
A constituição da República Federal da Alemanha de 1949 também defende que o uso da propriedade deve concorrer para o bem da coletividade.
 

## Função social da propriedade urbana e rural
Há diferenças entre função social da propriedade urbana e rural.
A Constituição Federal de 1988 em seu artigo 182, § 2º expressa:
A propriedade urbana cumpre sua função social quando atende às exigências fundamentais de ordenação da cidade expressas no plano diretor.
Já na propriedade rural são expressos alguns requisitos:
Art. 186. A função social é cumprida quando a propriedade rural atende, simultaneamente, segundo critérios e graus de exigência estabelecidos em lei, aos seguintes requisitos:
I - aproveitamento racional e adequado;
II - utilização adequada dos recursos naturais disponíveis e preservação do meio ambiente;
III - observância das disposições que regulam as relações de trabalho;
IV - exploração que favoreça o bem-estar dos proprietários e dos trabalhadores.
Para alcançar a função social da propriedade o proprietário deve observar o papel produtivo a ser desempenhado pela propriedade, respeitando o meio ambiente e cumprindo a legislação social e trabalhista.
O art. 1228 do Código Civil Brasileiro de 2002, trata de propriedade de forma positivada.